# Ishultehåla
Ishultehåla är en sjö i Oskarshamns kommun i Småland och ingår i Marströmmens huvudavrinningsområde.